# Phaegoptera nexa
Phaegoptera nexa là một loài bướm đêm thuộc phân họ Arctiinae, họ Erebidae.